# Мишель Чан
Мишель Чан (англ. Michelle Chang; яп. ミシェール・チャン Мисэру Тян) — персонаж серии игр Tekken. Впервые появилась в Tekken в 1994 году. Мишель является приёмной матерью Джулии Чан.
Мишель — полукитаянка-полуиндианка из Аризоны. Обладает таинственным кулоном, способным контролировать злых и могущественных духов. Кулон стал причиной множества проблем в жизни Мишель, включая убийство её отца людьми Хэйхати Мисимы, когда он не смог найти сокровище, и похищение её матери, а затем и её самой. Мишель Чан была самым молодым персонажем в первом Tekken, где ей было 18 лет.
Мишель появляется также в Tekken 2, но после этого не появляется в последующих играх серии, за исключением ответвлений Tekken Tag Tournament и Tekken Tag Tournament 2. Она также появлялась в других медиа, связанных с серией, включая анимационные фильмы и комиксы.

## Появление

### В видеоиграх
Мишель Чан — полукитаянка-полуиндианка из Аризоны (её отец был из Гонконга, а мать — индианкой из Аризоны) и приёмная мать Джулии Чан. Отец Мишель был нанят Хэйхати для поиска древнего сокровища индейцев; кулон, предположительно способный управлять могущественными духами, принадлежащий Мишель. Когда он не смог получить его для Хэйхати, тот приказал своим людям убить его. Об этом рассказала мать Мишель, когда ей исполнилось восемнадцать лет. 
Мишель вступает в турнир «Король Железного кулака», чтобы отомстить Хэйхати. Мишель сталкивается с Кунимицу — женщиной-ниндзя, являющейся охотницей за сокровищами, которая искала кулон. Мишель побеждает Кунимицу и отстаивает амулет, присвоив его себе. Мишель покидает турнир, поскольку она достигла того, что планировала. 
В Tekken 2 мать Мишель была похищена Ганрю, который работал на Кадзую Мисиму, желавшего заполучить кулон. Мишель вступила во второй турнир «Король Железного кулака», чтобы спасти свою мать. Мишель встречает Ганрю и сражается с ним. После победы над Ганрю она спасает свою мать и возвращается домой. Ганрю тем временем влюбляется в Мишель.
Спустя пару лет Мишель обнаруживает брошенную девочку рядом с её деревней. Она удочеряет младенца и называет её Джулией. Когда Джулия становится подростком, Мишель учит её китайским боевым искусствам, таким как синъицюань. Племя Мишель волнуется, когда узнаёт об исчезновениях мастеров боевых искусств по всему миру, якобы, из-за пробуждения Огра, легенды о котором слагались в племени. 
Они боятся, что причиной исчезновений является кулон Мишель. Мишель отправляется в Японию, чтобы спросить у Хэйхати, почему он искал этот кулон раньше, но она исчезает. Джулия вступила в третий турнир «Король Железного кулака», чтобы спасти свою мать. Она появляется в концовке Джулии в Tekken 3, где воссоединяется с приёмной дочерью. С тех пор в канонической сюжетной истории Мишель больше не упоминалась.
Мишель также является играбельным персонажем в Tekken Tag Tournament и Tekken Tag Tournament 2. В своей концовке в Tekken Tag Tournament 2 Мишель надевает маску для совместного участия с Джейси (Джулией) в поединке лучадоров.

### В других медиа
Мишель появляется в аниме-фильме Tekken: The Motion Picture в ключевой роли. Перед турниром она пытается убить Хэйхати томагавком, но Хэйхати разламывает топор зубами и принимает вызов Мишель. Мишель побеждает Ганрю, затем просит Кадзую позволить ей встретиться с Хэйхати и отомстить за то, что тот сжёг её деревню и случайно убил обоих её родителей, но Кадзуя отказывается и пытается её убить, но Мишель спасает Дзюн Кадзама. Позже её нашёл и спас Пол Феникс. Персонаж также появляется в комиксах Tekken Saga, Tekken 2, Tekken: Tatakai no Kanatani и Tekken Forever.

## Внешний вид и игровой процесс
Мишель появилась в серии Tekken в возрасте 18 лет, вместе с Анной Уильямс ставшей самым молодым персонажем в серии до появления Лин Сяоюй, которая появилась в Tekken 3 в возрасте 16 лет. Ей 20 лет в Tekken 2 и должно быть 41 в Tekken 6. В Tekken Tag Tournament 2 Мишель выглядит одного возраста с Джулией.
Поклонники Tekken просили Кацухиро Хараду вернуть Мишель Чан и Дзюн Кадзаму в Tekken Tag Tournament 2. Он участвовал в качестве актёра захвата движения для некоторых приёмов Мишель.
Мишель использует вариацию кэмпо под названием «чан-кэмпо», смешанную с синъицюань. Многие её приёмы имелись у Вана Цзиньжэя, который также практиковал синъицюань. Её стиль и приёмы были позже переняты Джулией. В Tekken Tag Tournament 2 Мишель использовала тот же боевой стиль, что в первых двух частях Tekken, но получила несколько уникальных приёмов, отличных от Джулии и Вана Цзиньжэя. Мишель эффективно уворачивается от ударов и способна на длительную серию джагглов.

## Отзывы
Согласно книге Лиз Фэйбер «Графика компьютерных игр» 1999 года, «Мишель Чан — суперкрасотка с чудесным разрезом и в джинсовых штанах, олицетворяет расовые разновидности персонажей, которые заполоняют современные видеоигры». В The New York Times заявили, что Мишель, имеющая азиатское имя, но неоднозначные черты, является «такой пу́таной смесью знаков», что она «представляет собой идеальную метафору самих видеоигр».
В 2008 году FHM назвал Мишель одной из «лисиц, которые одновременно жёсткие и, безусловно, горячие», представляющей Tekken вместе с Ниной Уильямс и Кристи Монтейру. В 2010 году Complex включил Мишель Чан в список 50 самых «горячих женщин в видеоиграх», а в 2011 году она заняла 13-е место среди самых красивых девушек в играх. GameFront в 2011 году поместил её груди на 23-е место в списке «самых больших сисек в истории видеоигр».
В Dorkly назвали её одним из самых стереотипных персонажей-индейцев в файтингах, поместив на седьмое место, рядом с Джулией Чан. В Complex сравнили её с персонажем из Street Fighter Т. Хоуком. В официальном опросе Namco Мишель была 26-м самым желаемым персонажем Tekken в кроссовере Tekken X Street Fighter.